# Jaroslav Machovec
Jaroslav Machovec (Rakovník, 5 settembre 1986) è un ex calciatore slovacco, di ruolo centrocampista.

## Carriera
Ha giocato nella massima serie dei campionati polacco, slovacco e ceco.

## Palmarès

### Competizioni nazionali
- Fotbalová národní liga: 1

Dyn. Č. Budějovice: 2013-2014